# 拜託爸爸
《拜託爸爸》（：／）是韓國SBS電視台播出的《星期天真好》一部的親子真人秀（二部現為《Running Man》），2015年2月20日至2月21日試播出特辑后受到广大观众喜爱，2015年3月21日起正式首播。節目中50代的爸爸會努力改善與他的20代的女兒的關係。

## 節目內容
節目邀請李敬揆、曹在顯、康石雨和趙敏基改善與他的女兒的關係，而且真實呈現了關係疏遠的50代的爸爸和20代的女兒之間重新親近的過程。
節目通過在各參演家庭實際居住的家中安放的遙控攝錄機及在帳篷中隱藏的攝影師所捕捉到的畫面，觀察爸爸與女兒互動的情形。節目片段中會適時穿插旁白。

## 節目成員
| 父親                            | 父親                             | 女兒                             | 備註                  | 参与集数   |
| 姓名                            | 職業                             | 姓名                             | 備註                  | 参与集数   |
| 李敬揆 （이경규） 1960年8月1日  | 主持人、笑星、導演               | 李禮琳 （이예림） 1994年5月26日  | 獨生女                | 全部       |
| 曹在顯 （조재현） 1965年7月27日 | 演員、慶星大學教授               | 曹惠晶 （조혜정） 1992年12月22日 | 哥哥:조수훈(1989年生) | 全部       |
| 康石雨 （강석우） 1957年10月1日 | 演員                             | 康多恩 （강다은） 1995年2月10日  | 哥哥:강준영(1991年生) | EP24下车   |
| 趙敏基 （조민기） 1966年11月5日 | 演員、清州大學公演映像學部助教授 | 趙允京 （조윤경） 1995年10月2日  | 弟弟:조경현(1996年生) | EP24下车   |
| 李德华 （이덕화） 1952年5月8日  | 演員                             | 李智贤 （이지현）                | 哥哥                  | 从EP25加入 |
| 朴俊哲                          | 高尔夫球教练                     | 朴世莉 （박세리） 1977年9月28日  |                       | 从EP25加入 |

### 旁白
- 李孝利 [2]

### 主题曲
- IU －拜託爸爸 [3]

## 外部連結
- 拜託爸爸官方網站
- Daum上《拜託爸爸》的資料